# Paper Crown
Paper Crown è un brano musicale del cantautore britannico Liam Gallagher, quarta traccia del primo album in studio As You Were, pubblicato il 6 ottobre 2017.

## Descrizione
Composta da Andrew Wyatt e Michael Tighe, secondo Liam Gallagher il brano «forse è un po' in stile Bowie».

## Video musicale
Il videoclip del brano, pubblicato l'11 maggio 2018, vede protagonista l'attrice Sienna Guillory, che indossa un abito argentato, suona tutti gli strumenti e si "sdoppia" in una sorta di bar dalle pareti ricoperte di specchi.